# La Bouteille magique
La Bouteille magique est le 6e épisode de la saison 4 de la série télévisée Angel.

## Résumé
Afin de rendre ses souvenirs à Cordelia, Lorne lui apporte une bouteille contenant un sort de restauration de la mémoire. Gunn, réalisant que Wesley s'est rapproché de Fred, l'avertit de garder ses distances avec elle. Toute l'équipe se rassemble pour accomplir le rituel nécessaire au sortilège mais tous sont désorientés par le sort, Lorne s'évanouit et Cordelia finit par écraser accidentellement la bouteille. Tous redeviennent alors tels qu'ils étaient lorsqu'ils étaient adolescents : Cordelia redevient la fille superficielle du lycée de Sunnydale, Wesley un apprenti-observateur encore à l'académie, Gunn un voyou rebelle, Fred une étudiante consommatrice de marijuana et Angel revient à sa personnalité de Liam, avant sa transformation en vampire. Le groupe trouve Lorne évanoui, et Gunn et Wesley l'attachent et se disputent pour savoir s'il faut le tuer ou le torturer. Tous se demandent pourquoi ils ne paraissent pas l'âge qu'ils croient avoir mais Wesley finit par les persuader qu'il s'agit d'un test et qu'ils sont enfermés dans l'hôtel avec un vampire qu'ils doivent tuer.
Tout le groupe se disperse pour trouver le prétendu vampire et Angel/Liam réalise qu'il en est un et qu'il risque de se faire tuer par les autres. Il cherche à quitter l'hôtel mais est effrayé par le monde extérieur moderne. Quand le groupe se rassemble, Wesley cherche à identifier le vampire parmi eux et Lorne se réveille à ce moment, avec toute sa mémoire. Lorne révèle qu'Angel est un vampire et un combat éclate entre Angel, Wesley et Gunn alors que les filles prennent la fuite. Angel poursuit Cordelia mais Connor arrive à ce moment et commence à se battre avec lui, pendant que Lorne persuade Fred de le délivrer et prépare une potion pour rendre la mémoire à tous. Le traitement réussit mais, quand Cordelia le prend, elle a une vision d'un démon terrifiant et s'enfuit.

## Production
Joss Whedon affirme que l'idée de l'épisode est venue du fait qu'il souhaitait voir Wesley Wyndam-Pryce revenir à sa personnalité de gaffeur incompétent qu'il avait à son apparition dans la série Buffy contre les vampires. Revoir Cordelia Chase dans son rôle de garce du lycée de Sunnydale a également été une motivation importante pour réaliser cet épisode. L'intrigue de l'épisode, qui présente des ressemblances avec celle de Tabula rasa, n'est pour Whedon qu'un prétexte pour confronter ses personnages à leur personnalités adolescentes, Whedon voulant insister particulièrement sur la façon dont les adolescents sont obsédés par le sexe et cherchent à impressionner les filles. Whedon explique que les nombreuses scènes comiques de l'épisode ont déclenché de nombreux fous rires chez les acteurs, obligeant à refaire des prises pendant des heures, notamment pour Amy Acker et Andy Hallett lors de la scène où Wesley se bat avec Gunn alors qu'on les voit tous deux en arrière-plan, ainsi que pour David Boreanaz et Alexis Denisof, qui avaient fini par décider de ne plus se regarder pendant les prises pour éviter de succomber au fou rire.